# Кумулятивное голосование
Кумулятивное голосование — вид голосования при одновременном выборе группы лиц в органы управления компаний (советы, комитеты).
При кумулятивном голосовании число голосов, принадлежащих одному голосующему, умножается на число мест в избираемом органе управления.
Итоговое число есть число реальных голосов, которыми голосующий вправе распоряжаться. Эти голоса можно распределить между кандидатами произвольным образом, в том числе, часть голосов не отдавать ни одному из кандидатов. Выбранными считаются кандидаты, получившие наибольшее число голосов. Избирательный бюллетень считается недействительным, если в нём использовано больше голосов, чем было у голосующего. Кумулятивное голосование обычно используется на разного рода собраниях при так называемой закрытой форме голосования — именные бюллетени опускаются в урну и счётная комиссия знает выбор каждого участника собрания.
Кумулятивное голосование применяется в обязательном порядке в публичных акционерных обществах России при выборах наблюдательных советов (советов директоров).
Кумулятивное голосование позволяет акционерам с относительно небольшим числом акций провести своего кандидата в наблюдательный совет, так как при кумулятивном голосовании акционер или группа акционеров с, например, 20 % голосов получает гарантированную возможность избрать 20 % членов совета. При раздельном голосовании за кандидатуру каждого члена совета те же акционеры всегда бы оказывались в меньшинстве, не смогли бы провести ни одного кандидата и, тем самым, стали бы миноритариями. Поэтому кумулятивное голосование иногда рассматривается как форма защиты прав миноритариев.

## Пример
Пусть в компании:
- 10 акционеров
- каждый имеет по 100 акций
- в избираемом совете 5 мест.

В этом случае каждый избиратель получит 100*5=500 кумулятивных голосов (тем самым, у всех акционеров всего будет 5000 голосов). Можно их все отдать одному кандидату, распределить между несколькими кандидатами или проголосовать только частью своих голосов. Поскольку один член совета из пяти представляет 20 % от всего совета, 20 % голосов достаточно для выбора одного члена совета. Так, если любые два акционера в этом примере объединятся и отдадут свои 1000 голосов (20 %) за одного кандидата, то этот кандидат гарантированно пройдёт в совет (так как оставшихся 4000 голосов хватит максимум ещё только на четырёх кандидатов с не меньшим числом голосов).